# Rosedale (California)
Rosedale, es un lugar designado por el censo ubicado en el condado de Kern en el estado estadounidense de California. En el año 2000 tenía una población de 8,445 habitantes y una densidad poblacional de 86.1 personas por km².

## Geografía
Rosedale se encuentra ubicado en las coordenadas 35°23′01″N 119°08′43″O / 35.38361, -119.14528. Según la Oficina del Censo, la localidad tiene un área total de 98,1 km² (37,9 mi²), de la cual 98,1 km² (37,9 mi²) es tierra y 0 km² (0 mi²) (0%) es agua.

## Demografía
Según la Oficina del Censo en 2000 los ingresos medios por hogar en la localidad eran de $76,277, y los ingresos medios por familia eran $83,704. Los hombres tenían unos ingresos medios de $61,379 frente a los $33,750 para las mujeres. La renta per cápita para la localidad era de $25,414. Alrededor del 6.3% de la población estaban por debajo del umbral de pobreza.